# Хорьки (Кировская область)
Хорьки — деревня в Нолинском районе Кировской области России. Входит в состав Лудянского сельского поселения.

## География
Деревня находится на юге центральной части Кировской области, в зоне хвойно-широколиственных лесов, на правом берегу реки Лудяна, в пределах Волго-Вятской низменности, на расстоянии приблизительно 19 км (по прямой) к северо-западу от города Нолинск, административного центра района. Абсолютная высота — 123 м над уровнем моря.
Климат
Климат характеризуется как умеренно континентальный, с тёплым летом и морозной снежной зимой. Средняя температура воздуха самого холодного месяца (января) составляет −14,2 °C (абсолютный минимум — −46 °С); самого тёплого месяца (июля) — 18,4 °C (абсолютный максимум — 37 °С). Безморозный период длится в течение 132 дней. Годовое количество атмосферных осадков — 545 мм, из которых 379 мм выпадает в период с апреля по октябрь. Устойчивый снежный покров образуется в середине ноября и держится 160—170 дней.
Часовой пояс
Деревня Хорьки, как и вся Кировская область, находится в часовой зоне МСК (московское время). Смещение применяемого времени относительно UTC составляет +3:00.

## Население
| 2010 |
| ---- |
| 0    |